# Forêt en Allemagne

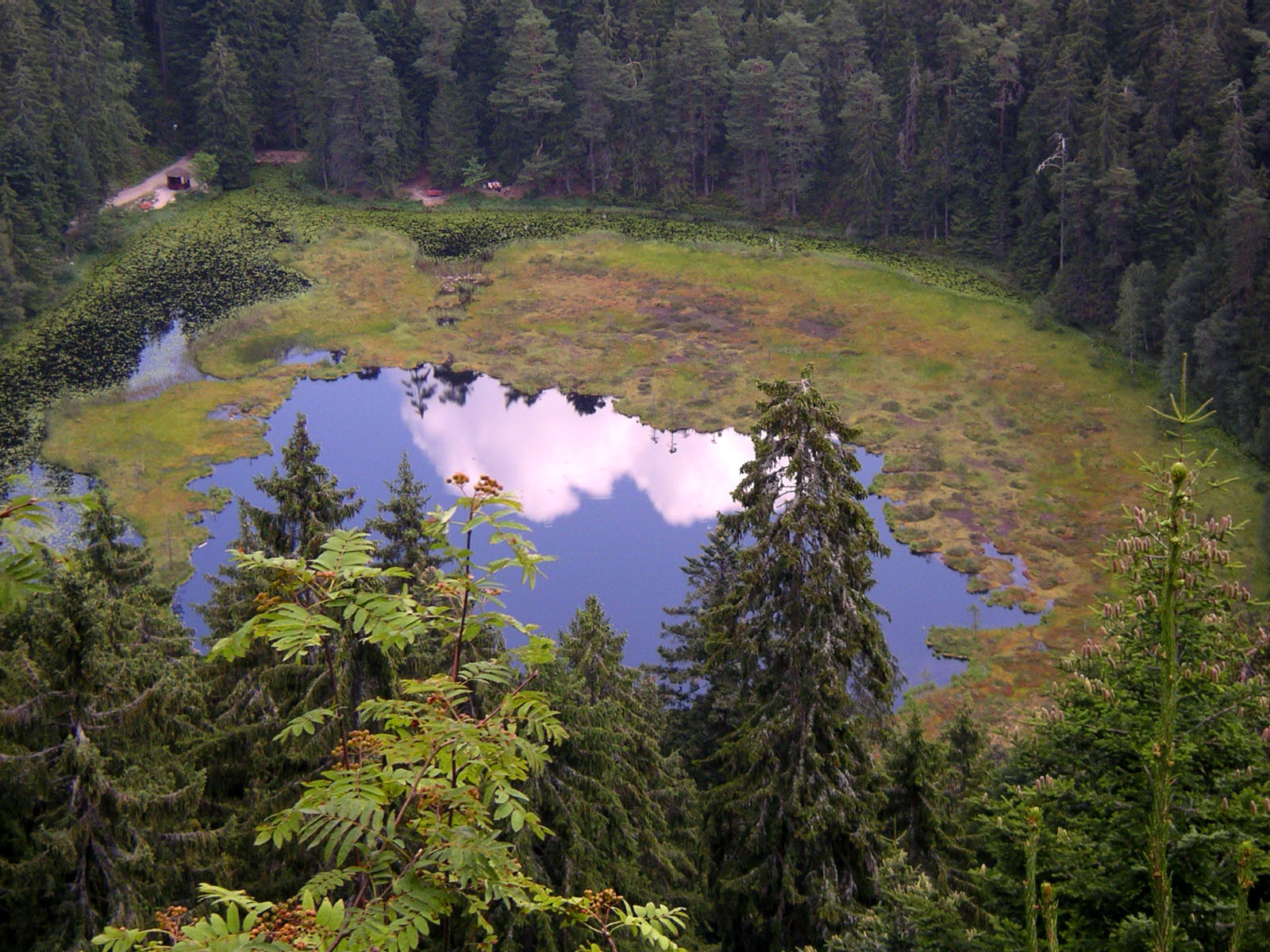
Parc national de la Forêt Noire.

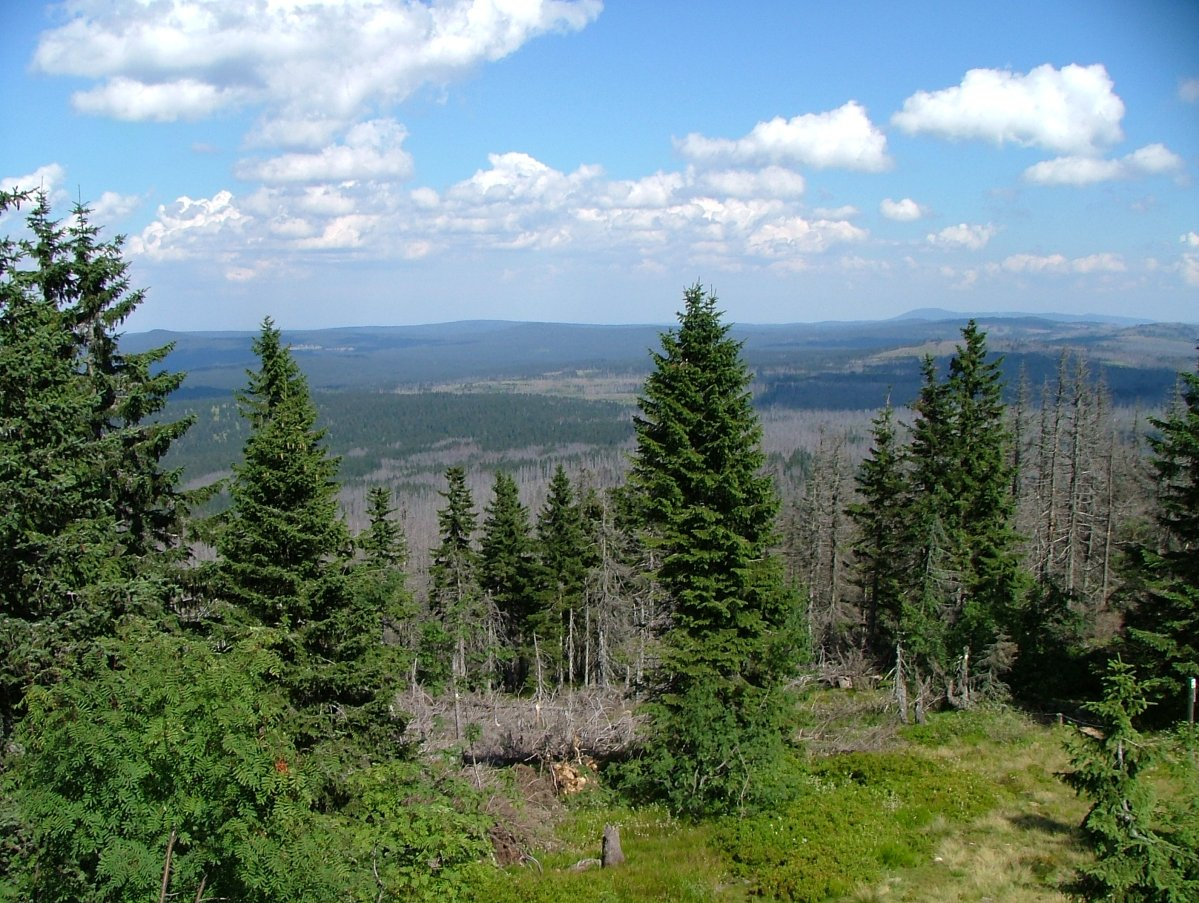
Forêt de Bavière.

La forêt allemande couvre approximativement 11 millions d'hectares, ce qui représente un peu moins du tiers de son territoire. Le Land de Bavière a la forêt la plus étendue, tandis que celui de Rhénanie-Palatinat a la plus grande proportion de forêt sur son territoire (42 %).
Le volume de bois sur pied pour l'ensemble du territoire est de 3,381 milliards de m³, avec une augmentation annuelle de 135 millions. 
Les conifères dominent, couvrant environ 57 % de la surface totale. L'épicéa commun est l'essence la plus répandue (28 %), devant les pins (23 %). Chez les feuillus, c'est le hêtre qui est le plus commun avec 15 % de la surface, devant le chêne (10 %). 
À l'instar de l'Autriche, de la France ou de la Suisse, l'Allemagne est un pays important dans l'histoire des techniques sylvicoles[réf. souhaitée],

## Source
- « Germanie », dans Forest and Forestry in European Union Countries, par Hans Walter Rotring

## Généralités
- (de) Collectif, Urwälder Deutschlands, BLV Buchverlag, 2008
- (de) Detlev Arens, Der deutsche Wald, Fackelträger, 2010

### Histoire de la forêt en Allemagne
- (de) Heinrich Rubner, Deutsche forstgeschichte, Scripta Mercaturae, 1997
- (de) Uwe Schmidt, Der Wald in Deutschland im 18. und 19. Jahrhundert, Conte, 2002
- (de) Collectif, Wald in Hessen, J.D Sauerländer's, 1990

### Ouvrage sur les forêts des différents Länder
- (de) Hubertus Neuschäfter, Geschichte von Wald und Forest in Schlsweig-Holstein, Heinrich Möller Söhne, 1986
- (de) Rolf Hennig, Der Sachsenwald, Karl Wachholtz, 1982
- (de) Bayerischer Forstverein, Baum und Wälder in Bayern, Ecomed, 1997